# 陽高県
陽高県（ようこう-けん）は、中華人民共和国山西省大同市に位置する県。

## 歴史
前漢により設置された高柳県を前身とする。後漢により代郡郡治とされ、南北朝時代には北魏により高柳郡郡治とされた。その後北斉により廃止される。
遼代に長青県として再設置され、金代に白登県と改称された。明朝が成立すると1393年（洪武26年）に陽和衛に降格、清初に陽高衛と改称され、1725年（雍正3年）に陽高県と改編され現在に至る。
1949年から1952年にかけては察哈爾省の管轄とされていた。

## 行政区画
- 鎮:竜泉鎮、羅文皂鎮、大白登鎮、王官屯鎮、古城鎮、東小村鎮、友宰鎮
- 郷:長城郷、獅子屯郷、下深井郷、鰲石郷

## 名所
- 守口堡長城
- 鎮辺堡
- 雲林寺
- 大泉山
- 許家窯人遺跡
- 古城堡漢墓群